# 索莱达·加西亚
索莱达·加西亚（西班牙語：Soledad García，1981年6月12日—），阿根廷女子曲棍球运动员。她曾代表阿根廷参加2000年、2004年和2008年夏季奥林匹克运动会曲棍球比赛，获得一枚银牌和二枚铜牌。